# Phare de Bird Rock
Le phare de Bird Rock est un phare actif situé sur Bird Rock , une caye au nord-ouest de l'île de Crooked Island dans le district de Crooked Island, aux Bahamas. Il est géré par le Bahamas Port Department.

## Histoire
Ce phare ancien, mis en service en 1876, est situé dans une baie juste à côté de Pittstown Point, accessible uniquement par bateau. Il se trouve à la pointe nord-ouest de Crooked Island, séparée du continent par un étroit chenal, et marque l'entrée nord du passage très fréquenté de Crooked Island.
Il fut inactif durant la période de 1980 à 1999. Il utilise maintenant une balise alimentée à l'énergie solaire. Il a été automatisé dès 1978.
Le phare bénéficia d'une restauration privée par les propriétaires du Pittstown Point Resort qui proposaient quatre suites situées dans le phare. La station a depuis été revendue, mais les nouveaux propriétaires ont rouvert le phare pour les visites ou les visiteurs occasionnels.

## Description
Ce phare est une tour circulaire en maçonnerie, avec une galerie et une lanterne, centrée sur une base circulaire d'un étage ayant servi de logement des gardiens. Le bâtiment fait 30,5 m de haut. La tour est totalement blanche et la lanterne est grise. Il émet, à une hauteur focale de 34 m, deux éclats blancs, par période de 15 secondes. Sa portée est de 22 milles nautiques (environ 41 km).
Identifiant : ARLHS : BAH-005 - Amirauté : J4792 - NGA : 110-12296.

### Lien connexe
- Liste des phares des Bahamas